# Quintus Aelius Tubero (Historiker)
Quintus Aelius Tubero war ein römischer Historiker und Jurist des 1. Jahrhunderts v. Chr.
Der Sohn des mit Marcus Tullius Cicero befreundeten Lucius Aelius Tubero war im römischen Bürgerkrieg zunächst auf der Seite der Gegner Gaius Iulius Caesars. Er versöhnte sich mit Caesar und war nach einer gescheiterten Anklage gegen Quintus Ligarius im Jahr 46 v. Chr. (Ciceros Rede Pro Ligario ist erhalten) nur noch als Historiker und Jurist tätig.
Als Letzterer war er Schüler des Aulus Ofilius und schrieb Werke über öffentliches und privates Recht, darunter die Monografie De officio iudicis, die aufgrund ihres altertümlichen Stils nur selten rezipiert wurden. Als Historiker der Jüngeren Annalistik, zu der unter anderem auch Quintus Claudius Quadrigarius, Valerius Antias und Gaius Licinius Macer zu zählen sind, schrieb er eine Geschichte Roms in mindestens 14 Büchern, die aufgrund der Zitierung in der spätantiken Schrift Origo gentis Romanae teilweise rekonstruierbar ist. Benutzt wurde das ansonsten verlorene Werk auch von Titus Livius und Dionysios von Halikarnassos.
Sein Sohn war der gleichnamige Konsul des Jahres 11 v. Chr.